# Chelsea Zhang
Chelsea T. Zhang (* 6. November 1996 in Pittsburgh, Pennsylvania) ist eine US-amerikanische Schauspielerin.

## Leben und Karriere
Chelsea Zhang stammt aus Pittsburgh. In ihrer Jugend betrieb sie Cheerleading und Eiskunstlauf. 2012 war sie Qualifikantin für die Olympische Jugend-Winterspiele in Innsbruck. Aufgrund ihrer überzeugenden schulischen Leistungen erhielt sie bereits mit 16 Jahren ein Stipendium für die University of Southern California. An der USC Marshall School of Business, der Businessfakultät der University of Southern California, erwarb sie 2017 einen Abschluss in Betriebswirtschaftslehre.
Erste Erfahrungen vor der Kamera sammelte Zhang bereits in ihrer Heimatstadt durch ihr Mitwirken in Werbespots. Ihre erste Schauspielrolle übernahm sie 2012 im Filmdrama Vielleicht lieber morgen. 2015 spielte sie als Naomi eine Nebenrolle in der Tragikomödie Ich und Earl und das Mädchen. Anschließend trat sie vor allem in Kurz- und Fernsehfilmen auf, bevor sie 2017 als Brittany in der Jugend-Dramaserie Story of Andi besetzt wurde. Diese Rolle stellte Zhang in den ersten zwei Staffeln der Serie dar. 2018 übernahm sie als Sawyer eine zentrale Rolle im Independentfilm Relish. Für ihre darstellerische Leistung in dem Film erhielt sie viel Kritikerlob und wurde mit mehreren Filmpreisen ausgezeichnet, darunter der Cinema WorldFest Award und der Queen Palm International Film Festival Silver Award.
2019 wurde Zhang für die Netflix-Serie Daybreak als KJ in einer Nebenrolle besetzt. Ebenfalls 2019 übernahm sie mit Beginn der zweiten Staffel die Verkörperung der Comicbuchfigur Rose Wilson alias Ravager in der Serie Titans.

## Filmografie (Auswahl)
- 2012: Vielleicht lieber morgen (The Perks of Being a Wallflower)
- 2015: Ich und Earl und das Mädchen (Me and Earl and the Dying Girl)
- 2015: Chasing Life (Fernsehserie, Episode 1x15)
- 2015: Scream Queens (Fernsehserie, Episode 1x09)
- 2016: The Cheerleader Murders (Fernsehfilm)
- 2017: The Rachels (Fernsehfilm)
- 2017–2018: Story of Andi (Andi Mack, Fernsehserie, 6 Episoden)
- 2018: Relish
- 2019: Daybreak (Fernsehserie, 6 Episoden)
- 2019: Titans (Fernsehserie)
- 2020: Liebe in Zeiten von Corona (Love in the Time of Corona, Fernsehserie, 2 Episoden)
- 2023: Love in Taipei